# 西源街道
西源街道，是中华人民共和国云南省保山市腾冲市下辖的一个街道。

## 历史
2021年11月23日，保山市人民政府批准腾越街道析置为腾越街道、西源街道，2022年1月1日西源街道正式挂牌。

## 行政区划
西源街道下辖以下地区：
观音塘社区、侍郎坝社区、宝峰社区、云山社区、金源社区、马常社区、大宽邑社区、油灯社区、盈水社区和岗峨社区。